# Pilotos por Victorias en el Campeonato del Mundo de motociclismo
El Mundial de Motociclismo es la competencia más prestigiosa en el ámbito de las carreras de motos. Desde el año 2023, se organiza en cuatro divisiones principales: MotoGP, Moto2, Moto3 y MotoE. En el pasado, existieron otras clases como las de 350cc, 80cc/50cc y sidecars. La máxima categoría es MotoGP, que originalmente se conocía como la clase de 500cc. Esta competición fue creada en 1949 por la Federación Internacional de Motociclismo (FIM) y se considera el campeonato de deportes de motor más antiguo del mundo. Las motocicletas utilizadas en MotoGP son prototipos diseñados exclusivamente para las carreras y no están disponibles para el público general, ya que no pueden circular por carreteras abiertas. Entre 2019 y 2022, MotoE se disputó como una "Copa del Mundo", por lo que los datos de esos años no se contemplan aquí. Además, esta lista no incluye a los vencedores de las carreras sprint, las cuales fueron añadidas a la categoría MotoGP en 2023.
Giacomo Agostini ostenta el récord de mayor número de victorias en Grandes Premios, con un total de 122 triunfos. En segundo lugar se encuentra Valentino Rossi, quien logró 115 victorias, seguido por Marc Márquez con 97.
Rossi ostenta el récord del intervalo más largo entre su primera y su última victoria en Grandes Premios. Su primer triunfo fue en 1996, en la categoría de 125cc durante el Gran Premio de la República Checa, y el último llegó en 2017, en el  Gran Premio de los Países Bajos en MotoGP, con una diferencia de 20 años y 311 días entre ambos. Por otro lado, el piloto más joven en ganar un Gran Premio ha sido Can Öncü, quien logró la victoria en su debut en Moto3 como wildcard, en el Gran Premio de Valencia de 2018, con solo 15 años y 115 días. En contraste, Arthur Wheeler se convirtió en el piloto de mayor edad en ganar una carrera, al imponerse en el Gran Premio de Argentina de 1962 en la categoría de 250cc, con 46 años. Además, Ralf Waldmann posee el récord de más victorias —20 en total— sin haber conseguido nunca un título mundial.

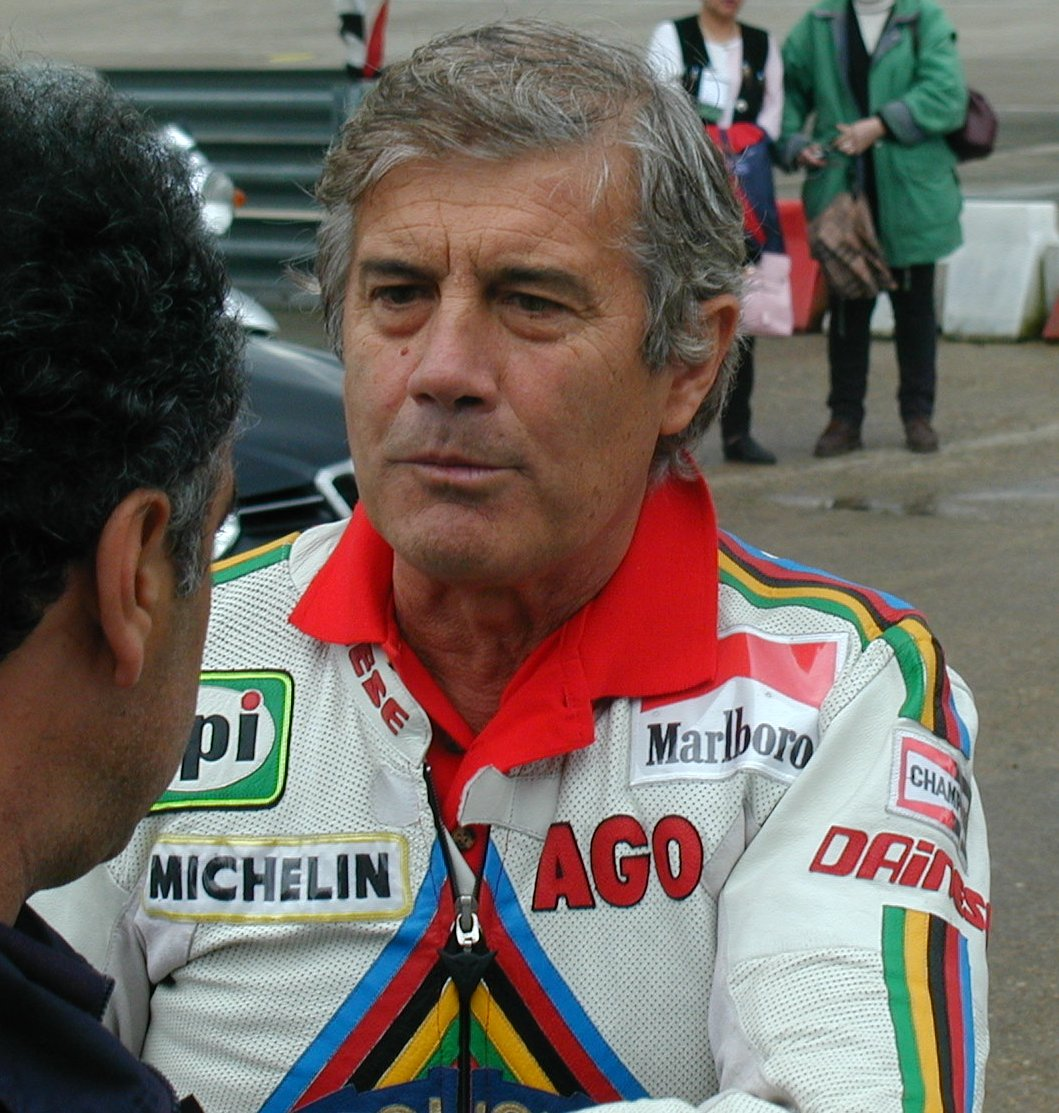
Giacomo Agostini tiene el récord de más grandes premios ganados con 122.

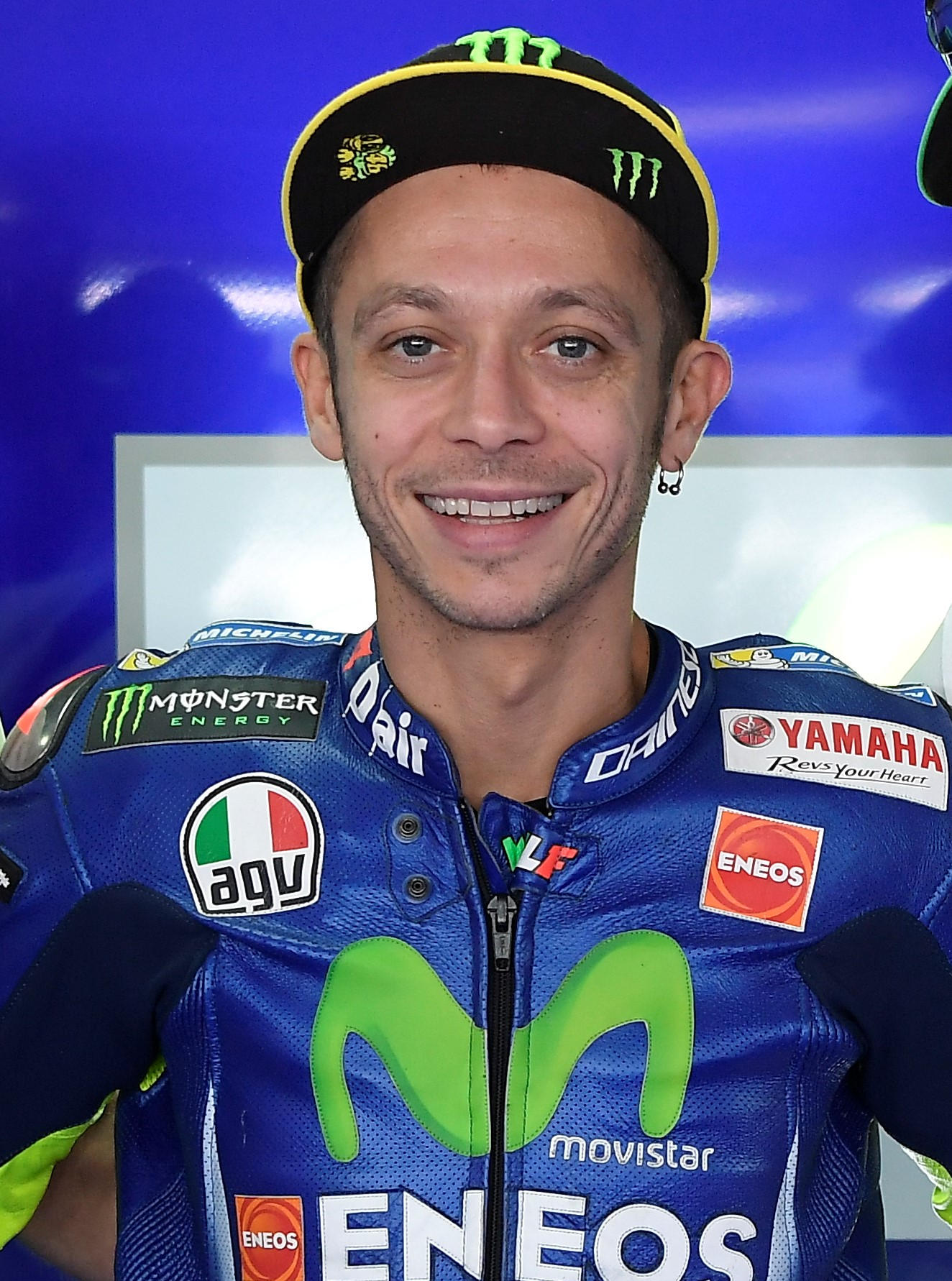
Valentino Rossi tiene el récord de grandes premios ganados en la categoría de 500cc/MotoGP con 89.

## Por piloto
Actualizado tras el Gran Premio de Austria de 2025
| *       | Campeón del Mundo de MotoGP/500cc                  |
| †       | Campeón del mundo de cualquier categoría           |
| Negrita | El piloto en activo en la temporada 2025 de MotoGP |

| Ranking | Nacionalidad | Piloto                | Victorias | Temporadas en activo                        | Primera Victoria                    | Última Victoria                     |
| ------- | ------------ | --------------------- | --------- | ------------------------------------------- | ----------------------------------- | ----------------------------------- |
| 1       | ITA          | Giacomo Agostini*     | 122       | 1964–1977                                   | Alemania 1965 de 350cc              | Alemania 1976 de 500cc              |
| 2       | ITA          | Valentino Rossi*      | 115       | 1996–2021                                   | República Checa 1996 de 125cc       | Países Bajos 2017 de MotoGP         |
| 3       | ESP          | Marc Márquez*         | 97        | 2008–                                       | Italia 2010 de 125cc                | Austria 2025 de MotoGP              |
| 4       | ESP          | Ángel Nieto           | 90        | 1964–1986                                   | Alemania del Este 1969 de 50cc      | Francia 1985 de 80cc                |
| 5       | UK           | Mike Hailwood*        | 76        | 1958–1967                                   | Úlster 1959 de 125cc                | Japón 1967 de 350cc                 |
| 6       | ESP          | Jorge Lorenzo*        | 68        | 2002–2019                                   | Río de Janeiro 2003 de 125cc        | Austria 2018 de MotoGP              |
| 7       | AUS          | Mick Doohan*          | 54        | 1989–1999                                   | Hungría 1990 de 500cc               | Argentina 1998 de 500cc             |
| 7       | ESP          | Dani Pedrosa          | 54        | 2001–2018, 2021, 2023–2024                  | Países Bajos 2002 de 125cc          | Comunidad Valenciana 2017 de MotoGP |
| 9       | UK           | Phil Read*            | 52        | 1961–1976                                   | Isla de Man 1961 de 350cc           | Checoslovaquia 1975 de 500cc        |
| 10      | RHO          | Jim Redman            | 45        | 1959–1966                                   | Bélgica 1961 de 250cc               | Países Bajos 1966 de 500cc          |
| 10      | AUS          | Casey Stoner*         | 45        | 2001–2012                                   | Comunidad Valenciana 2003 de 125cc  | Australia 2012 de MotoGP            |
| 12      | GER          | Anton Mang            | 42        | 1975–1988                                   | Alemania 1976 de 125cc              | Japón 1988 de 250cc                 |
| 12      | ITA          | Max Biaggi            | 42        | 1991–2005                                   | Sudáfrica 1992 de 250cc             | Alemania 2004 de MotoGP             |
| 14      | ITA          | Francesco Bagnaia*    | 40        | 2013–                                       | Países Bajos 2016 de Moto3          | Américas 2025 de MotoGP             |
| 15      | ITA          | Carlo Ubbiali         | 39        | 1949–1960                                   | Úlster 1950 de 125cc                | Naciones 1960 de 250cc              |
| 16      | UK           | John Surtees*         | 38        | 1952, 1954–1960                             | Úlster 1955 de 250cc                | Naciones 1960 de 500cc              |
| 17      | ESP          | Jorge Martínez        | 37        | 1982–1997                                   | Países Bajos 1984 de 80cc           | Argentina 1994 de 125cc             |
| 18      | ITA          | Luca Cadalora         | 34        | 1984–2000                                   | Alemania 1986 de 125cc              | Alemania 1996 de 50cc               |
| 19      | UK           | Geoff Duke*           | 33        | 1950–1959                                   | Isla de Man 1950 de 500cc           | Suecia 1958 de 500cc                |
| 20      | RSA          | Kork Ballington       | 31        | 1976–1982                                   | España 1976 de 350cc                | Alemania 1980 de 250cc              |
| 20      | USA          | Eddie Lawson*         | 31        | 1983–1992                                   | Sudáfrica 1984 de 500cc             | Hungría 1992 de 500cc               |
| 22      | SUI          | Luigi Taveri          | 30        | 1954–1966                                   | España 1955 de 125cc                | Naciones 1966 de 125cc              |
| 23      | ITA          | Loris Capirossi       | 29        | 1990–2011                                   | Gran Bretaña 1990 de 125cc          | Japón 2007 de MotoGP                |
| 24      | ITA          | Eugenio Lazzarini     | 27        | 1969–1984                                   | Países Bajos 1973 de 125cc          | Bélgica 1983 de 125cc               |
| 24      | USA          | Freddie Spencer*      | 27        | 1980–1987, 1989, 1993                       | Bélgica 1982 de 500cc               | Suecia 1985 de 500cc                |
| 24      | ITA          | Pier Paolo Bianchi    | 27        | 1973–1988                                   | Austria 1976 de 125cc               | San Marino 1986 de 80cc             |
| 27      | ESP          | Maverick Viñales      | 26        | 2011–                                       | Francia 2011 de 125cc               | Américas 2024 de MotoGP             |
| 28      | NZL          | Hugh Anderson         | 25        | 1960–1972                                   | Argentina 1962 de 50cc              | Japón 1964 de 125cc                 |
| 28      | USA          | Kevin Schwantz*       | 25        | 1986–1995                                   | Japón 1988 de 500cc                 | Gran Bretaña 1994 de 50cc           |
| 30      | ITA          | Walter Villa          | 24        | 1969–1980                                   | Naciones 1974 de 250cc              | Venezuela 1979 de 250cc             |
| 30      | USA          | Kenny Roberts*        | 24        | 1974, 1978–1983                             | Venezuela 1978 de 250cc             | San Marino 1983 de 500cc            |
| 30      | USA          | Wayne Rainey*         | 24        | 1984, 1988–1993                             | Gran Bretaña 1988 de 500cc          | República Checa 1993 de 500cc       |
| 30      | ITA          | Andrea Dovizioso      | 24        | 2001–2022                                   | Sudáfrica 2004 de 125cc             | Austria 2020 de MotoGP              |
| 34      | UK           | Barry Sheene*         | 23        | 1971–1984                                   | Bélgica 1971 de 125cc               | Suecia 1981 de 500cc                |
| 35      | ITA          | Marco Melandri        | 22        | 1997–2010, 2015                             | Países Bajos 1998 de 125cc          | Australia 2006 de MotoGP            |
| 36      | UK           | Bill Ivy              | 21        | 1965–1969                                   | España 1966 de 125cc                | Naciones 1968 de 125cc              |
| 36      | ITA          | Fausto Gresini        | 21        | 1983–1994                                   | Suecia 1984 de 125cc                | Gran Bretaña 1992 de 125cc          |
| 38      | ITA          | Tarquinio Provini     | 20        | 1954–1966                                   | España 1954 de 125cc                | Naciones 1965 de 250cc              |
| 38      | ESP          | Àlex Crivillé*        | 20        | 1987–2001                                   | Australia 1989 de 125cc             | Francia 2000 de 500cc               |
| 38      | GER          | Ralf Waldmann         | 20        | 1986–2000, 2002, 2009                       | Alemania 1991 de 125cc              | Gran Bretaña 2000 de 250cc          |
| 41      | RHO          | Gary Hocking*         | 19        | 1958–1962                                   | Suecia 1959 de 250cc                | Isla de Man 1962 de 500cc           |
| 41      | ESP          | Ricardo Tormo         | 19        | 1973–1984                                   | Suecia 1977 de 50cc                 | San Marino 1983 de 50cc             |
| 41      | VEN          | Carlos Lavado         | 19        | 1983–1992                                   | Venezuela 1979 de 350cc             | Yugoslavia 1987 de 250cc            |
| 44      | SUE          | Kent Andersson        | 18        | 1966–1975                                   | Alemania 1969 de 250cc              | Francia 1975 de 125cc               |
| 44      | SUI          | Stefan Dörflinger     | 18        | 1973–1990                                   | Bélgica 1980 de 50cc                | España 1988 de 80cc                 |
| 44      | AUS          | Wayne Gardner*        | 18        | 1983–1992                                   | España 1986 de 500cc                | Gran Bretaña 1992 de 500cc          |
| 44      | ESP          | Álex Rins             | 18        | 2012–                                       | Américas 2013 de Moto3              | Américas 2023 de MotoGP             |
| 44      | ESP          | Jorge Martín*         | 18        | 2015–                                       | Comunidad Valenciana 2017 de Moto3  | Indonesia 2024 de MotoGP            |
| 44      | COL          | David Alonso          | 18        | 2021–                                       | Gran Bretaña 2023 de Moto3          | Solidario 2024 de Moto3             |
| 44      | FRA          | Johann Zarco          | 18        | 2009–                                       | Japón 2011 de 125cc                 | Francia 2025 de MotoGP              |
| 51      | JPN          | Tetsuya Harada        | 17        | 1990–2002                                   | Australia 1993 250cc                | Pacífico 2001 de 250cc              |
| 51      | JPN          | Daijiro Kato          | 17        | 1996–2003                                   | Japón 1997 de 250cc                 | Río de Janeiro 2001 de 250cc        |
| 51      | ESP          | Toni Elías            | 17        | 1999–2013, 2015                             | Países Bajos 2001 de 125cc          | Japón 2010 de Moto2                 |
| 51      | SUI          | Thomas Lüthi          | 17        | 2002–2021                                   | Francia 2005 de 125cc               | Américas 2019 de Moto2              |
| 51      | RSA          | Brad Binder           | 17        | 2011–                                       | España 2016 de Moto3                | Austria 2021 de MotoGP              |
| 51      | POR          | Miguel Oliveira       | 17        | 2011–                                       | Italia 2015 de Moto3                | Tailandia 2022 de MotoGP            |
| 57      | ESP          | Álvaro Bautista       | 16        | 2002–2018, 2023                             | España 2006 de 125cc                | Cataluña 2009 de 250cc              |
| 57      | ESP          | Nicolás Terol         | 16        | 2005–2014                                   | Indianápolis 2008 de 125cc          | Comunidad Valenciana 2013 de Moto2  |
| 57      | FIN          | Mika Kallio           | 16        | 2001–2020                                   | Portugal 2005 de 125cc              | Indianápolis 2014 de Moto2          |
| 57      | ESP          | Pedro Acosta          | 16        | 2021–                                       | Doha 2021 de Moto3                  | Indonesia 2023 de Moto2             |
| 61      | RDA          | Ernst Degner          | 15        | 1957–1966                                   | España 1962 de 50cc                 | Bélgica 1968 de 50cc                |
| 61      | FIN          | Jarno Saarinen        | 15        | 1970–1973                                   | Checoslovaquia 1971 de 350cc        | Alemania 1973 de 250cc              |
| 61      | ESP          | Sito Pons             | 15        | 1981–1991                                   | España 1984 de 250cc                | Suecia 1989 de 250cc                |
| 61      | ESP          | Pol Espargaró         | 15        | 2006–2024                                   | Indianápolis 2009 de 125cc          | Japón 2013 de Moto2                 |
| 65      | GER          | Hans-Georg Anscheidt  | 14        | 1962–1968                                   | España 1962 de 50cc                 | Bélgica 1968 de 50cc                |
| 65      | NED          | Jan de Vries          | 14        | 1968–1973                                   | Naciones 1960 de 50cc               | España 1973 de 50cc                 |
| 65      | GER          | Dieter Braun          | 14        | 1968–1976                                   | Yugoslavia 1969 de 125cc            | Yugoslavia 1976 de 250cc            |
| 65      | VEN          | Johnny Cecotto        | 14        | 1975–1980                                   | Francia 1975 de 250cc               | Naciones 1980 de 350cc              |
| 65      | GER          | Dirk Raudies          | 14        | 1989–1997                                   | Brasil 1992 de 125cc                | Países Bajos 1995 de 125cc          |
| 65      | ITA          | Marco Simoncelli      | 14        | 2002–2011                                   | España 2004 de 125cc                | Australia 2009 de 250cc             |
| 71      | USA          | Randy Mamola          | 13        | 1979–1992                                   | Bélgica 1980 de 500cc               | San Marino 1987 de 500cc            |
| 71      | USA          | John Kocinski         | 13        | 1988–1999                                   | Japón 1989 de 250cc                 | Australia 1994 de 500cc             |
| 71      | JPN          | Noboru Ueda           | 13        | 1991–2002                                   | Japón 1991 de 125cc                 | Italia 2001 de 125cc                |
| 71      | ESP          | Tito Rabat            | 13        | 2005–2021                                   | España 2013 de Moto2                | Comunidad Valenciana 2015 de Moto2  |
| 71      | ITA          | Andrea Iannone        | 13        | 2005–2019, 2024                             | China 2008 de 125cc                 | Austria 2016 de MotoGP              |
| 71      | ITA          | Romano Fenati         | 13        | 2012–2023                                   | España 2012 de Moto3                | Gran Bretaña 2021 de Moto3          |
| 71      | ITA          | Enea Bastianini       | 13        | 2014–                                       | San Marino 2015 de Moto3            | Emilia-Romaña 2024 de MotoGP        |
| 71      | ESP          | Álex Márquez          | 13        | 2012–                                       | Japón 2013 de Moto3                 | España 2025 de MotoGP               |
| 79      | UK           | Fergus Anderson       | 12        | 1949–1954                                   | Suiza 1951 de 500cc                 | España 1954 de 350cc                |
| 79      | SMR          | Manuel Poggiali       | 12        | 1998–2008                                   | Francia 2001 de 125cc               | Río de Janeiro 2004 de 250cc        |
| 79      | ITA          | Mattia Pasini         | 12        | 2002–2020, 2022                             | China 2005 de 125cc                 | Argentina 2018 de Moto2             |
| 79      | ESP          | Joan Mir*             | 12        | 2015–                                       | Austria 2016 de Moto3               | Europa 2020 de MotoGP               |
| 79      | FRA          | Fabio Quartararo*     | 12        | 2015–                                       | Cataluña 2018 de Moto2              | Alemania 2022 de MotoGP             |
| 84      | GER          | Werner Haas           | 11        | 1952–1954                                   | Alemania 1952 de 125cc              | Alemania 1954 de 250cc              |
| 84      | UK           | Dave Simmonds         | 11        | 1966–1972                                   | Alemania 1969 de 125cc              | España 1971 de 500cc                |
| 84      | JPN          | Takazumi Katayama     | 11        | 1974–1985                                   | Suecia 1974 de 250cc                | Suecia 1982 de 500cc                |
| 84      | JPN          | Kazuto Sakata         | 11        | 1991–1999                                   | España 1993 de 125cc                | Gran Bretaña 1998 de 125cc          |
| 84      | JPN          | Youichi Ui            | 11        | 1995–2007                                   | Japón 2000 de 125cc                 | Río de Janeiro 2001 de 125cc        |
| 84      | ITA          | Franco Morbidelli     | 11        | 2013–                                       | Catar 2017 de Moto2                 | Comunidad Valenciana 2020 de MotoGP |
| 84      | ESP          | Arón Canet            | 11        | 2016–                                       | España 2017 de Moto3                | Catar 2025 de Moto2                 |
| 91      | UK           | Ralph Bryans          | 10        | 1963–1967                                   | Países Bajos 1964 de 50cc           | Japón 1967 de 250cc                 |
| 91      | UK           | Rodney Gould          | 10        | 1967–1972                                   | Francia 1970 de 250cc               | Suecia 1972 de 250cc                |
| 91      | AUS          | Gregg Hansford        | 10        | 1978–1981                                   | España 1978 de 250cc                | Finlandia 1979 de 350cc             |
| 91      | JPN          | Masao Azuma           | 10        | 1996–2003                                   | Australia 1998 de 125cc             | Río de Janeiro 2002 de 125cc        |
| 91      | ESP          | Héctor Barberá        | 10        | 2002–2018                                   | Gran Bretaña 2003 de 125cc          | Comunidad Valenciana 2009 de 250cc  |
| 91      | ESP          | Raúl Fernández        | 10        | 2016–                                       | Europa 2020 de Moto3                | Comunidad Valenciana 2021 de Moto2  |
| 91      | AUS          | Jack Miller           | 10        | 2011–                                       | Catar 2014 de Moto3                 | Japón 2022 de MotoGP                |
| 91      | ITA          | Dennis Foggia         | 10        | 2017–                                       | República Checa 2020 de Moto3       | Tailandia 2022 de Moto3             |
| 91      | UK           | Sam Lowes             | 10        | 2014–2023                                   | Américas 2015 de Moto2              | España 2023 de Moto2                |
| 91      | ESP          | Jaume Masià           | 10        | 2017–2024                                   | Argentina 2019 de Moto3             | Catar 2023 de Moto3                 |
| 91      | ITA          | Marco Bezzecchi       | 10        | 2015–                                       | Argentina 2018 de Moto3             | Gran Bretaña 2025 de MotoGP         |
| 102     | UK           | Bill Lomas            | 9         | 1950–1956                                   | Isla de Man de 1955 de 350cc        | Úlster 1956 de 350cc                |
| 102     | NED          | Hans Spaan            | 9         | 1980–1994                                   | Austria 1989 de 125cc               | Checoslovaquia 1990 de 125cc        |
| 102     | ITA          | Ezio Gianola          | 9         | 1983–1993                                   | Francia 1985 de 125cc               | Francia 1992 de 125cc               |
| 102     | JPN          | Haruchika Aoki        | 9         | 1995–2002                                   | Australia 1995 de 125cc             | Río de Janeiro 1996 de 125cc        |
| 102     | ITA          | Roberto Locatelli     | 9         | 1994–2009                                   | Francia 1999 de 125cc               | Alemania 2004 de 125cc              |
| 102     | ESP          | Sete Gibernau         | 9         | 1992–2006, 2009                             | Comunidad Valenciana 2001 de 500cc  | Catar 2004 de MotoGP                |
| 102     | HUN          | Gábor Talmácsi        | 9         | 2000–2010                                   | Italia 2005 de 125cc                | Malasia 2008 de 125cc               |
| 102     | JPN          | Hiroshi Aoyama        | 9         | 2000–2017                                   | Japón 2005 de 250cc                 | Malasia 2009 de 250cc               |
| 102     | ESP          | Luis Salom            | 9         | 2009–2016                                   | Indianápolis 2012 de Moto3          | Malasia 2013 de Moto3               |
| 102     | ITA          | Tony Arbolino         | 9         | 2017–                                       | Italia 2019 de Moto3                | Australia 2023 de Moto2             |
| 102     | ESP          | Sergio García         | 9         | 2019–                                       | Comunidad Valenciana 2019 Moto3     | Francia 2024 de Moto2               |
| 102     | ITA          | Celestino Vietti      | 9         | 2018–                                       | Estiria 2020 de Moto3               | Malasia 2024 de Moto2               |
| 102     | ITA          | Mattia Casadei        | 9         | 2021, 2023-                                 | Gran Bretaña 2 2023 de MotoE        | Francia 2 2025 de MotoE             |
| 115     | UK           | Leslie Graham*        | 8         | 1949–1953                                   | Suiza 1949 de 500cc                 | Isla de Man 1953 de 125cc           |
| 115     | FIN          | Teuvo Länsivuori      | 8         | 1969–1978                                   | España 1971 de 350cc                | Suecia 1974 de 500cc                |
| 115     | ITA          | Paolo Pileri          | 8         | 1973–1979                                   | España 1975 de 125cc                | Bélgica 1978 de 250cc               |
| 115     | ITA          | Loris Reggiani        | 8         | 1980–1995                                   | Gran Bretaña 1980 de 125cc          | República Checa 1993 de 250cc       |
| 115     | USA          | Kenny Roberts Jr.*    | 8         | 1993–2007                                   | Malasia 1999 de 500cc               | Pacífico 2000 de 500cc              |
| 115     | ESP          | Julián Simón          | 8         | 2002–2017                                   | Gran Bretaña 2005 de 125cc          | Comunidad Valenciana 2009 de 125cc  |
| 115     | ESP          | Héctor Faubel         | 8         | 2000–2012                                   | Turquía 2006 de 125cc               | Alemania 2011 de 125cc              |
| 115     | UK           | Danny Kent            | 8         | 2010–2018                                   | Japón 2012 de Moto3                 | Gran Bretaña 2015 de Moto3          |
| 115     | ESP          | Izan Guevara          | 8         | 2021–                                       | Américas 2021 de Moto3              | Comunidad Valenciana 2022 de Moto3  |
| 115     | ESP          | Fermín Aldeguer       | 8         | 2021–                                       | Gran Bretaña 2023 Moto2             | Australia 2024 de Moto2             |
| 115     | ESP          | José Antonio Rueda    | 8         | 2021–                                       | Aragón 2024 de Moto3                | República Checa 2025 de Moto3       |
| 126     | ITA          | Enrico Lorenzetti     | 7         | 1949–1957                                   | Naciones 1951 de 250cc              | España 1953 de 250cc                |
| 126     | IRL          | Reg Armstrong         | 7         | 1949–1956                                   | Isla de Man de 1952 de 500cc        | Alemania 1956 de 500cc              |
| 126     | AUS          | Kel Carruthers        | 7         | 1966–1970                                   | Isla de Man de 1969 de 250cc        | Úlster 1970 de 250cc                |
| 126     | UK           | Chas Mortimer         | 7         | 1969–1979                                   | Isla de Man 1971 de 125cc           | Isla de Man 1976 de 350cc           |
| 126     | NED          | Henk van Kessel       | 7         | 1972–1986                                   | Francia 1974 de 50cc                | Bélgica 1979 de 50cc                |
| 126     | RSA          | Jon Ekerold           | 7         | 1975–1983                                   | Francia 1977 de 250cc               | Naciones 1981 de 350cc              |
| 126     | ITA          | Franco Uncini*        | 7         | 1976–1985                                   | Naciones 1977 de 250cc              | Gran Bretaña 1982 de 500cc          |
| 126     | FRA          | Christian Sarron      | 7         | 1976–1990                                   | Alemania 1977 de 250cc              | Alemania 1985 de 500cc              |
| 126     | FRA          | Olivier Jacque        | 7         | 1995–2005, 2007                             | Río de Janeiro 1996 de 250cc        | Australia 2000 de 250cc             |
| 126     | FRA          | Arnaud Vincent        | 7         | 1996–2006                                   | Cataluña 1999 de 125cc              | Malasia 2002 de 125cc               |
| 126     | ITA          | Lucio Cecchinello     | 7         | 1993–1994, 1996–2003                        | Madrid 1998 de 125cc                | Italia 2003 de 125cc                |
| 126     | BRA          | Alex Barros           | 7         | 1986–2005, 2007                             | FIM 1993 de 500cc                   | Portugal 2005 de MotoGP             |
| 126     | ARG          | Sebastián Porto       | 7         | 1994–2006, 2014                             | Río de Janeiro 2002 de 250cc        | Países Bajos 2005 de 250cc          |
| 126     | GER          | Stefan Bradl          | 7         | 2005–2016, 2018–2024                        | República Checa 2008 de 125cc       | Gran Bretaña 2011 de Moto2          |
| 126     | GER          | Sandro Cortese        | 7         | 2005–2017                                   | República Checa 2011 de 125cc       | Australia 2012 de Moto3             |
| 126     | ESP          | Augusto Fernández     | 7         | 2017–                                       | Países Bajos 2019 de Moto2          | Gran Bretaña 2022 de Moto2          |
| 142     | SRA          | Ray Amm               | 6         | 1951–1955                                   | Naciones 1950 de 350cc              | Alemania 1954 de 350cc              |
| 142     | ITA          | Umberto Masetti*      | 6         | 1949–1958                                   | Bélgica 1950 de 500cc               | Naciones 1955 de 500cc              |
| 142     | ITA          | Libero Liberati*      | 6         | 1953–1959                                   | Naciones 1956 de 350cc              | Naciones 1957 de 500cc              |
| 142     | AUS          | Tom Phillis           | 6         | 1959–1962                                   | España 1961 de 125cc                | Argentina 1961 de 125cc             |
| 142     | NED          | Aalt Toersen          | 6         | 1967–1972                                   | España 1969 de 50cc                 | Checoslovaquia 1970 de 50cc         |
| 142     | ITA          | Renzo Pasolini        | 6         | 1964–1973                                   | Países Bajos 1969 de 250cc          | España 1972 de 250cc                |
| 142     | FRA          | Guy Bertin            | 6         | 1977–1988                                   | Checoslovaquia 1979 de 125cc        | Naciones 1981 de 125cc              |
| 142     | ITA          | Marco Lucchinelli*    | 6         | 1975–1986                                   | Alemania 1980 de 500cc              | Finlandia 1981 de 500cc             |
| 142     | GER          | Manfred Herweh        | 6         | 1980–1989                                   | Alemania 1982 de 350cc              | San Marino 1984 de 250cc            |
| 142     | ITA          | Doriano Romboni       | 6         | 1989–1998                                   | Alemania 1990 de 125cc              | Río de Janeiro 1995 de 250cc        |
| 142     | JPN          | Tomomi Manako         | 6         | 1994–1999                                   | Cataluña 1996 de 125cc              | Argentina 1998 de 250cc             |
| 142     | JPN          | Tadayuki Okada        | 6         | 1989–2000, 2008                             | Japón 1994 de 250cc                 | Australia 1999 de 500cc             |
| 142     | JPN          | Shinya Nakano         | 6         | 1998–2008                                   | Japón 1999 de 250cc                 | Comunidad Valenciana 2000 de 250cc  |
| 142     | ESP          | Albert Arenas         | 6         | 2014, 2016–                                 | Francia 2018 de Moto3               | Austria 2020 de Moto3               |
| 142     | ITA          | Luca Marini           | 6         | 2013, 2015–                                 | Malasia 2018 de Moto2               | Cataluña 2020 de Moto3              |
| 142     | AUS          | Remy Gardner          | 6         | 2014–2022, 2024                             | Portugal 2020 Moto2                 | Algarve 2021 de Moto2               |
| 142     | JPN          | Ai Ogura              | 6         | 2018–                                       | España 2022 de Moto2                | San Marino 2024 de Moto2            |
| 142     | UK           | Jake Dixon            | 6         | 2017, 2019–                                 | Países Bajos 2023 de Moto2          | Américas 2025 de Moto2              |
| 160     | UK           | Freddie Frith         | 5         | 1949–1950                                   | Isla de Man 1949 de 350cc           | Úlster 1949 de 350cc                |
| 160     | ITA          | Dario Ambrosini       | 5         | 1949–1951                                   | Naciones 1949 de 250cc              | Suiza 1951 de 250cc                 |
| 160     | AUT          | Rupert Hollaus        | 5         | 1953–1954                                   | Isla de Man 1954 de 125cc           | Suiza 1954 de 250cc                 |
| 160     | AUS          | Ken Kavanagh          | 5         | 1951–1956, 1959                             | Úlster 1952 de 350cc                | Isla de Man 1956 de 350cc           |
| 160     | UK           | Cecil Sandford        | 5         | 1950–1957                                   | Isla de Man 1952 de 125cc           | Úlster 1957 de 250cc                |
| 160     | UK           | Bob McIntyre          | 5         | 1953–1962                                   | Isla de Man 1957 de 350cc           | Bélgica 1962 de 250cc               |
| 160     | UK           | John Hartle           | 5         | 1955–1961, 1963–1964, 1967–1968             | Úlster 1956 de 500cc                | Países Bajos 1963 de 500cc          |
| 160     | NED          | Wil Hartog            | 5         | 1973–1981                                   | Países Bajos 1977 de 500cc          | Finlandia 1980 de 500cc             |
| 160     | FRA          | Jean-François Baldé   | 5         | 1973–1989                                   | Argentina 1981 de 250cc             | Sudáfrica 1983 de 250cc             |
| 160     | SUI          | Bruno Kneubühler      | 5         | 1972–1989                                   | España 1972 de 350cc                | Suecia 1983 de 125cc                |
| 160     | AUT          | August Auinger        | 5         | 1978–1989                                   | Alemania 1985 de 125cc              | San Marino 1986 de 125cc            |
| 160     | ESP          | Carlos Cardús         | 5         | 1983–1993                                   | Francia 1989 de 250cc               | Checoslovaquia 1990 de 250cc        |
| 160     | GER          | Helmut Bradl          | 5         | 1986–1993                                   | España 1991 de 250cc                | Vitesse du Mans 1991 de 250cc       |
| 160     | ITA          | Pierfrancesco Chili   | 5         | 1984–1995                                   | Naciones 1989 de 500cc              | Gran Bretaña 1992 de 250cc          |
| 160     | JPN          | Takeshi Tsujimura     | 5         | 1993–1998                                   | Austria 1993 de 125cc               | Estados Unidos 1994 de 125cc        |
| 160     | GER          | Peter Öttl            | 5         | 1987–1997                                   | Alemania 1989 de 80cc               | Italia 1996 de 125cc                |
| 160     | JPN          | Masaki Tokudome       | 5         | 1994–2005                                   | Río de Janeiro 1995 de 125cc        | Ciudad de Imola 1996 de 125cc       |
| 160     | AUS          | Garry McCoy           | 5         | 1992–2004, 2006                             | Malasia 1995 de 125cc               | Comunidad Valenciana 2000 de 500cc  |
| 160     | JPN          | Tohru Ukawa           | 5         | 1994–2005                                   | Francia 1999 de 250cc               | Sudáfrica 2002 de MotoGP            |
| 160     | ESP          | Fonsi Nieto           | 5         | 1998–2004, 2007, 2010                       | España 2002 de 250cc                | Gran Bretaña 2003 de 250cc          |
| 160     | ITA          | Stefano Perugini      | 5         | 1993–2004                                   | Malasia 1996 de 125cc               | Alemania 2003 de 125cc              |
| 160     | FRA          | Randy de Puniet       | 5         | 1998–2014                                   | Cataluña 2003 de 250cc              | Gran Bretaña 2005 de 250cc          |
| 160     | FRA          | Mike Di Meglio        | 5         | 2003–2015                                   | Turquía 2005 de 125cc               | Australia 2008 de 125cc             |
| 160     | ITA          | Simone Corsi          | 5         | 2002–2022, 2024                             | Turquía 2007 de 125cc               | Comunidad Valenciana 2008 de 125cc  |
| 160     | GER          | Jonas Folger          | 5         | 2008–2017, 2019, 2023                       | Gran Bretaña 2011 de 125cc          | República Checa 2016 de Moto2       |
| 160     | ITA          | Lorenzo Baldassarri   | 5         | 2013–2021, 2023                             | San Marino 2016 de Moto2            | España 2019 de Moto2                |
| 160     | ITA          | Lorenzo Dalla Porta   | 5         | 2015–2023                                   | San Marino 2018 de Moto3            | Malasia 2019 de Moto3               |
| 160     | ESP          | Héctor Garzó          | 5         | 2017–2018, 2020–2021, 2023–                 | Alemania 2 2023 de MotoE            | Austria 2 2024 de MotoE             |
| 160     | ESP          | Manuel González       | 5         | 2021–                                       | Japón 2024 de Moto2                 | Italia 2025 de Moto2                |
| 160     | TUR          | Deniz Öncü            | 5         | 2019–                                       | Alemania 2023 de Moto3              | Alemania 2025 de Moto2              |
| 160     | ITA          | Matteo Ferrari        | 5         | 2013–2015, 2023–                            | Francia 2 2023 de MotoE             | Austria 2 2025 de MotoE             |
| 191     | ITA          | Nello Pagani          | 4         | 1949–1955                                   | Suiza 1949 de 125cc                 | Naciones 1949 de 500cc              |
| 191     | ITA          | Bruno Ruffo           | 4         | 1949–1952                                   | Suiza 1949 de 250cc                 | Úlster 1951 de 250cc                |
| 191     | JPN          | Kunimitsu Takahashi   | 4         | 1960–1964                                   | Alemania 1961 de 250cc              | Francia 1962 de 125cc               |
| 191     | CSK          | František Šťastný     | 4         | 1957–1969                                   | Alemania 1961 de 350cc              | Alemania 1966 de 500cc              |
| 191     | JPN          | Yoshimi Katayama      | 4         | 1964–1967                                   | Japón 1966 de 50cc                  | Países Bajos 1967 de 50cc           |
| 191     | NED          | Paul Lodewijkx        | 4         | 1967–1969                                   | Países Bajos 1968 de 50cc           | Yugoslavia 1969 de 50cc             |
| 191     | ESP          | Santiago Herrero      | 4         | 1968–1970                                   | España 1969 de 250cc                | Yugoslavia 1970 de 250cc            |
| 191     | ITA          | Gilberto Parlotti     | 4         | 1969–1972                                   | Checoslovaquia 1970 de 125cc        | Francia 1972 de 125cc               |
| 191     | HUN          | János Drapál          | 4         | 1969–1981                                   | Checoslovaquia 1971 de 250cc        | Yugoslavia 1973 de 350cc            |
| 191     | SUE          | Börje Jansson         | 4         | 1969–1973                                   | Austria 1972 de 250cc               | Suecia 1973 de 125cc                |
| 191     | AUS          | John Dodds            | 4         | 1966–1978                                   | Alemania 1970 de 125cc              | España 1974 de 250cc                |
| 191     | GER          | Herbert Rittberger    | 4         | 1973–1977                                   | Países Bajos 1974 de 50cc           | Alemania 1977 de 50cc               |
| 191     | AUS          | Barry Smith           | 4         | 1965–1969, 1979–1981                        | Isla de Man 1968 de 50cc            | Bélgica 1979 de 125cc               |
| 191     | BEL          | Didier de Radiguès    | 4         | 1980–1991                                   | Naciones 1982 de 350cc              | Bélgica 1983 de 250cc               |
| 191     | GER          | Gerhard Waibel        | 4         | 1979–1989                                   | Alemania 1979 de 50cc               | Alemania 1987 de 80cc               |
| 191     | FRA          | Dominique Sarron      | 4         | 1985–1992                                   | Gran Bretaña 1986 de 250cc          | Brasil 1988 de 250cc                |
| 191     | ESP          | Emilio Alzamora       | 4         | 1994–2003                                   | Argentina 1995 de 125cc             | Portugal 2000 de 125cc              |
| 191     | ITA          | Roberto Rolfo         | 4         | 1996, 1998–2005, 2010, 2012, 2014           | Alemania 2003 de 250cc              | Malasia 2010 de Moto2               |
| 191     | SMR          | Alex de Angelis       | 4         | 1999–2015, 2017                             | Comunidad Valenciana 2006 de 250cc  | Malasia 2012 de Moto2               |
| 191     | UK           | Scott Redding         | 4         | 2008–2018                                   | Gran Bretaña 2008 de 125cc          | Gran Bretaña 2013 de Moto2          |
| 191     | ITA          | Niccolò Antonelli     | 4         | 2012–2022                                   | República Checa 2015 de Moto3       | España 2019 de Moto3                |
| 191     | UK           | John McPhee           | 4         | 2010–2022                                   | República Checa 2016 de Moto3       | Malasia 2022 de Moto3               |
| 191     | ITA          | Fabio Di Giannantonio | 4         | 2015–                                       | República Checa 2018 de Moto3       | Catar 2023 de MotoGP                |
| 191     | ESP          | Daniel Holgado        | 4         | 2021–                                       | Portugal 2023 de Moto3              | Portugal 2024 de Moto3              |
| 191     | ITA          | Nicholas Spinelli     | 4         | 2023–                                       | San Marino 2 2023 de MotoE          | Francia 2 2024 de MotoE             |
| 191     | ESP          | Iván Ortolá           | 4         | 2022–                                       | Américas 2023 de Moto3              | Gran Bretaña 2024 de Moto3          |
| 191     | ESP          | Oscar Gutiérrez       | 4         | 2023–                                       | Cataluña 1 2024 de MotoE            | Francia 1 2025 de MotoE             |
| 191     | ESP          | Ángel Piqueras        | 4         | 2024–                                       | San Marino 2024 de Moto3            | Austria 2025 de Moto3               |
| 219     | UK           | Bob Foster            | 3         | 1949–1951                                   | Bélgica 1950 de 350cc               | Úlster 1950 de 350cc                |
| 219     | ITA          | Gianni Leoni          | 3         | 1949–1951                                   | Naciones 1949 de 125cc              | Países Bajos 1951 de 125cc          |
| 219     | UK           | Maurice Cann          | 3         | 1949–1952                                   | Úlster 1949 de 250cc                | Úlster 1952 de 250cc                |
| 219     | ITA          | Alfredo Milani        | 3         | 1950–1957                                   | Francia 1951 de 500cc               | Bélgica 1953 de 500cc               |
| 219     | AUS          | Keith Campbell        | 3         | 1950–1958                                   | Países Bajos 1957 de 350cc          | Úlster 1957 de 350cc                |
| 219     | ITA          | Emilio Mendogni       | 3         | 1951–1953, 1958–1960                        | Naciones 1952 de 125cc              | Naciones 1958 de 250cc              |
| 219     | UK           | Frank Perris          | 3         | 1960–1971                                   | Japón 1963 de 125cc                 | Checoslovaquia 1965 de 125cc        |
| 219     | CAN          | Michael Duff          | 3         | 1961–1967                                   | Bélgica 1964 de 250cc               | Finlandia 1965 de 250cc             |
| 219     | ITA          | Silvio Grassetti      | 3         | 1961–1963, 1965–1973                        | Yugoslavia 1969 de 350cc            | Bélgica 1971 de 250cc               |
| 219     | ITA          | Alberto Pagani        | 3         | 1959–1972                                   | Naciones 1969 de 500cc              | Yugoslavia 1972 de 500cc            |
| 219     | UK           | Tommy Robb            | 3         | 1957–1959, 1961–1973                        | Úlster 1962 de 250cc                | Isla de Man 1973 de 125cc           |
| 219     | JPN          | Hideo Kanaya          | 3         | 1967, 1972–1973, 1975                       | Alemania 1972 de 250cc              | Austria 1975 de 500cc               |
| 219     | UK           | Charlie Williams      | 3         | 1972–1976, 1980–1981                        | Isla de Man 1973 de 250cc           | Isla de Man 1975 de 350cc           |
| 219     | ITA          | Otello Buscherini     | 3         | 1970–1976                                   | Checoslovaquia 1973 de 125cc        | Checoslovaquia 1975 de 350cc        |
| 219     | BEL          | Julien van Zeebroeck  | 3         | 1974–1978                                   | Finlandia 1974 de 50cc              | Finlandia 1976 de 50cc              |
| 219     | AUS          | Jack Findlay          | 3         | 1958–1978                                   | Úlster 1971 de 500cc                | Austria 1977 de 500cc               |
| 219     | FRA          | Michel Rougerie       | 3         | 1972–1981                                   | Finlandia 1975 de 250cc             | España 1977 de 350cc                |
| 219     | UK           | Mick Grant            | 3         | 1971–1984                                   | Isla de Man 1975 de 500cc           | Suecia 1977 de 250cc                |
| 219     | USA          | Pat Hennen            | 3         | 1976–1978                                   | Finlandia 1976 de 500cc             | España 1978 de 500cc                |
| 219     | ITA          | Graziano Rossi        | 3         | 1977–1982                                   | Yugoslavia 1979 de 250cc            | Suecia 1979 de 250cc                |
| 219     | NED          | Theo Timmer           | 3         | 1972–1987                                   | Alemania del Este 1972 de 50cc      | Checoslovaquia 1981 de 50cc         |
| 219     | FRA          | Patrick Fernandez     | 3         | 1975–1985                                   | Francia 1979 de 350cc               | Sudáfrica 1984 de 250cc             |
| 219     | GER          | Martin Wimmer         | 3         | 1980–1991                                   | Gran Bretaña 1982 de 250cc          | España 1987 de 250cc                |
| 219     | ESP          | Joan Garriga          | 3         | 1984–1993                                   | Expo 92 de 1988 de 250cc            | Checoslovaquia 1988 de 250cc        |
| 219     | SUI          | Jacques Cornu         | 3         | 1980–1990                                   | Austria 1988 de 250cc               | Bélgica 1989 de 250cc               |
| 219     | GER          | Reinhold Roth         | 3         | 1979–1990                                   | Francia 1987 de 250cc               | Checoslovaquia 1989 de 250cc        |
| 219     | ITA          | Alessandro Gramigni   | 3         | 1990–1997                                   | Checoslovaquia 1991 de 125cc        | Hungría 1992 de 125cc               |
| 219     | FRA          | Jean-Philippe Ruggia  | 3         | 1987–1998                                   | Gran Bretaña 1993 de 250cc          | España 1994 de 250cc                |
| 219     | AUS          | Daryl Beattie         | 3         | 1989–1997                                   | Alemania 1993 de 500cc              | Alemania 1995 de 500cc              |
| 219     | JPN          | Norifumi Abe          | 3         | 1994–2004                                   | Japón 1996 de 500cc                 | Japón 2000 de 500cc                 |
| 219     | ITA          | Simone Sanna          | 3         | 1997–2004                                   | Cataluña 2000 de 125cc              | Alemania 2001 de 125cc              |
| 219     | USA          | Nicky Hayden*         | 3         | 2003–2016                                   | Estados Unidos 2005 de MotoGP       | Estados Unidos 2006 de MotoGP       |
| 219     | ESP          | Sergio Gadea          | 3         | 2003–2011, 2013                             | Francia 2007 de 125cc               | Países Bajos 2009 de 125cc          |
| 219     | JPN          | Yuki Takahashi        | 3         | 2001–2015                                   | Francia 2006 de 250cc               | Cataluña 2010 de Moto2              |
| 219     | UK           | Bradley Smith         | 3         | 2006–2020                                   | España 2009 de 125cc                | Comunidad Valenciana 2010 de 125cc  |
| 219     | UK           | Cal Crutchlow         | 3         | 2011–2022                                   | República Checa 2016 de MotoGP      | Argentina 2018 de MotoGP            |
| 219     | JPN          | Tatsuki Suzuki        | 3         | 2015–2024                                   | San Marino 2019 de Moto3            | Argentina 2023 de Moto3             |
| 219     | ESP          | Jordi Torres          | 3         | 2010–2014, 2018, 2023–                      | Alemania 2013 de Moto2              | Alemania 1 2023 de MotoE            |
| 219     | ESP          | Aleix Espargaró       | 3         | 2004–                                       | Argentina 2022 de MotoGP            | Cataluña 2023 de MotoGP             |
| 219     | JPN          | Ayumu Sasaki          | 3         | 2016–                                       | Países Bajos 2022 de Moto3          | Comunidad Valenciana 2023 de Moto3  |
| 219     | ESP          | Alonso López          | 3         | 2018–                                       | San Marino 2022 de Moto2            | Catar 2024 de Moto2                 |
| 219     | ITA          | Andrea Mantovani      | 3         | 2023–                                       | Italia 1 2023 de MotoE              | Países Bajos 1 2025 de MotoE        |
| 219     | USA          | Joe Roberts           | 3         | 2017–                                       | Portugal 2022 de Moto2              | República Checa 2025 de Moto2       |
| 219     | BRA          | Diogo Moreira         | 3         | 2022–                                       | Indonesia 2023 de Moto3             | Austria 2025 de Moto2               |
| 263     | UK           | Tommy Wood            | 2         | 1949–1954                                   | España 1951 de 350cc                | Isla de Man 1951 de 250cc           |
| 263     | UK           | Bill Doran            | 2         | 1949, 1951–1953                             | Bélgica 1949 de 500cc               | Países Bajos 1951 de 359cc          |
| 263     | UK           | Cromie McCandless     | 2         | 1949–1952                                   | Isla de Man 1951 de 125cc           | Úlster 1952 de 500cc                |
| 263     | FRA          | Pierre Monneret       | 2         | 1953–1956                                   | Francia 1954 de 350cc               | Francia 1954 de 500cc               |
| 263     | UK           | Dickie Dale           | 2         | 1950, 1953–1960                             | España 1954 de 500cc                | Naciones 1955 de 350cc              |
| 263     | ITA          | Alberto Gandossi      | 2         | 1958, 1960                                  | Bélgica 1958 de 125cc               | Suecia 1958 de 125cc                |
| 263     | NED          | Jan Huberts           | 2         | 1960–1962, 1968–1969, 1971–1975, 1977, 1979 | Francia 1962 de 50cc                | Alemania del Este 1962 de 50cc      |
| 263     | UK           | Arthur Wheeler        | 2         | 1951–1962                                   | Naciones 1954 de 250cc              | Argentina 1962 de 250cc             |
| 263     | UK           | Alan Shepherd         | 2         | 1957, 1960–1964                             | Finlandia 1962 de 500cc             | Estados Unidos 1964 de 250cc        |
| 263     | UK           | Stuart Graham         | 2         | 1962, 1966–1967                             | Isla de Man 1967 de 50cc            | Finlandia 1967 de 125cc             |
| 263     | JPN          | Mitsuo Itoh           | 2         | 1962–1967                                   | Isla de Man 1963 de 50cc            | Japón 1967 de 50cc                  |
| 263     | ITA          | Angelo Bergamonti     | 2         | 1967–1970                                   | España 1970 de 350cc                | España 1970 de 500cc                |
| 263     | ESP          | Salvador Cañellas     | 2         | 1968–1970                                   | España 1968 de 125cc                | España 1970 de 50cc                 |
| 263     | GER          | Helmut Kassner        | 2         | 1974                                        | Alemania 1974 de 250cc              | Alemania 1974 de 350cc              |
| 263     | UK           | Tony Rutter           | 2         | 1969–1976                                   | Isla de Man de 1973 de 350cc        | Isla de Man de 1974 de 350cc        |
| 263     | UK           | Tom Herron            | 2         | 1971–1979                                   | Isla de Man de 1976 de 350cc        | Isla de Man de 1976 de 500cc        |
| 263     | ITA          | Gianfranco Bonera     | 2         | 1973–1980                                   | Naciones 1974 de 500cc              | España 1976 de 250cc                |
| 263     | ITA          | Virginio Ferrari      | 2         | 1976–1989                                   | Alemania 1978 de 500cc              | Países Bajos 1979 de 500cc          |
| 263     | NED          | Jack Middelburg       | 2         | 1977–1983                                   | Países Bajos 1980 de 500cc          | Gran Bretaña 1981 de 500c           |
| 263     | FRA          | Éric Saul             | 2         | 1977–1986                                   | Naciones 1981 de 250cc              | Austria 1982 de 350cc               |
| 263     | VEN          | Iván Palazzese        | 2         | 1977–1989                                   | Suecia 1982 de 125cc                | Finlandia 1982 de 125cc             |
| 263     | ITA          | Maurizio Vitali       | 2         | 1981–1993                                   | San Marino 1983 de 125cc            | San Marino 1984 de 125cc            |
| 263     | ESP          | Manuel Herreros       | 2         | 1984–1991                                   | Alemania 1986 de 50cc               | San Marino 1987 de 80cc             |
| 263     | ESP          | Herri Torrontegui     | 2         | 1985–1996                                   | España 1989 de 80cc                 | Checoslovaquia 1989 de 80cc         |
| 263     | ESP          | Carlos Checa          | 2         | 1993–2007, 2010                             | Cataluña 1996 de 500cc              | Madrid 1998 de 500cc                |
| 263     | ITA          | Gianluigi Scalvini    | 2         | 1993–2002                                   | Comunidad Valenciana 1999 de 125cc  | Sudáfrica 1999 de 125cc             |
| 263     | JPN          | Makoto Tamada         | 2         | 1998–2007                                   | Río de Janeiro 2004 de MotoGP       | Japón 2004 de MotoGP                |
| 263     | CZE          | Lukáš Pešek           | 2         | 2002–2010, 2013                             | China 2007 de 125cc                 | Australia 2007 de 125cc             |
| 263     | ESP          | Alex Debón            | 2         | 1996–2010                                   | Francia 2008 de 250cc               | República Checa 2008 de 250cc       |
| 263     | AUS          | Anthony West          | 2         | 1998–2008, 2010–2016                        | Países Bajos 2003 de 250cc          | Países Bajos 2014 de Moto2          |
| 263     | ESP          | Efrén Vázquez         | 2         | 2007–2016                                   | Indianápolis 2014 de Moto3          | Malasia 2014 de Moto3               |
| 263     | FRA          | Alexis Masbou         | 2         | 2003–2016                                   | República Checa 2014 de Moto3       | Catar 2015 de Moto3                 |
| 263     | MAL          | Khairul Idham Pawi    | 2         | 2015–2020                                   | Argentina 2016 de Moto3             | Alemania 2016 de Moto3              |
| 263     | ESP          | Jorge Navarro         | 2         | 2012–2022, 2024-                            | Cataluña 2016 de Moto3              | Aragón 2016 de Moto3                |
| 263     | JPN          | Takaaki Nakagami      | 2         | 2007–2009, 2011–                            | Países Bajos 2016 de Moto2          | Gran Bretaña 2017 de Moto2          |
| 263     | ESP          | Marcos Ramírez        | 2         | 2014, 2016–                                 | Cataluña 2019 de Moto3              | Gran Bretaña 2019 de Moto3          |
| 263     | ITA          | Danilo Petrucci       | 2         | 2012–2023                                   | Italia 2019 de MotoGP               | Francia 2020 de MotoGP              |
| 263     | ITA          | Andrea Migno          | 2         | 2013–2024                                   | Italia 2017 de Moto3                | Catar 2022 de Moto3                 |
| 263     | THA          | Somkiat Chantra       | 2         | 2018–                                       | Indonesia 2022 de Moto2             | Japón 2023 de Moto2                 |
| 263     | NED          | Collin Veijer         | 2         | 2023–                                       | Malasia 2023 de Moto3               | España 2024 de Moto3                |
| 263     | ITA          | Kevin Zannoni         | 2         | 2017–2019, 2021–                            | Cataluña 2 2024 de MotoE            | Italia 2 2024 de MotoE              |
| 263     | ITA          | Alessandro Zaccone    | 2         | 2022–                                       | Países Bajos 2 2024 de MotoE        | Países Bajos 2 2025 de MotoE        |
| 263     | ESP          | David Muñoz           | 2         | 2022–                                       | Aragón 2025 de Moto3                | Alemania 2025 de Moto3              |
| 306     | IRL          | Manliffe Barrington   | 1         | 1949–1951                                   | Isla de Man de 1949 de 250cc        | Isla de Man de 1949 de 250cc        |
| 306     | UK           | Harold Daniell        | 1         | 1949–1950                                   | Isla de Man de 1949 de 500cc        | Isla de Man de 1949 de 500cc        |
| 306     | UK           | Artie Bell            | 1         | 1949–1950                                   | Isla de Man de 1950 de 350cc        | Isla de Man de 1950 de 350cc        |
| 306     | ITA          | Guido Leoni           | 1         | 1949–1951                                   | España 1951 de 125cc                | España 1951 de 125cc                |
| 306     | UK           | Jack Brett            | 1         | 1949–1960                                   | Suiza 1952 de 500cc                 | Suiza 1952 de 500cc                 |
| 306     | GER          | Rudi Felgenheier      | 1         | 1952                                        | Alemania 1952 de 250cc              | Alemania 1952 de 250cc              |
| 306     | NZL          | Ken Mudford           | 1         | 1951–1953                                   | Úlster 1953 de 350cc                | Úlster 1953 de 350cc                |
| 306     | ITA          | Angelo Copeta         | 1         | 1952–1955                                   | España 1953 de 125cc                | España 1953 de 125cc                |
| 306     | NZL          | Rod Coleman           | 1         | 1951–1956                                   | Isla de Man 1954 de 350cc           | Isla de Man 1954 de 350cc           |
| 306     | ITA          | Guido Sala            | 1         | 1952, 1954, 1957                            | Naciones 1954 de 125cc              | Naciones 1954 de 125cc              |
| 306     | ITA          | Duilio Agostini       | 1         | 1953–1955                                   | Francia 1955 de 350cc               | Francia 1955 de 350cc               |
| 306     | GER          | Hermann Paul Müller   | 1         | 1952–1955                                   | Alemania 1955 de 250cc              | Alemania 1955 de 250cc              |
| 306     | ITA          | Giuseppe Colnago      | 1         | 1952–1953, 1955, 1957                       | Bélgica 1955 de 500cc               | Bélgica 1955 de 500cc               |
| 306     | ITA          | Romolo Ferri          | 1         | 1951–1952, 1954–1956, 1958                  | Alemania 1956 de 125cc              | Alemania 1956 de 125cc              |
| 306     | GER          | Horst Fügner          | 1         | 1957–1959                                   | Suecia 1958 de 250cc                | Suecia 1958 de 250cc                |
| 306     | ITA          | Bruno Spaggiari       | 1         | 1958–1960, 1965, 1968–1969, 1972            | Naciones 1958 de 125cc              | Naciones 1958 de 125cc              |
| 306     | ITA          | Remo Venturi          | 1         | 1955–1960, 1962–1965                        | Países Bajos 1960 de 500cc          | Países Bajos 1960 de 500cc          |
| 306     | ARG          | Jorge Kissling        | 1         | 1961–1963                                   | Argentina 1961 de 500cc             | Argentina 1961 de 500cc             |
| 306     | UK           | Derek Minter          | 1         | 1957–1967                                   | Isla de Man 1962 de 250cc           | Isla de Man 1962 de 250cc           |
| 306     | JPN          | Teisuke Tanaka        | 1         | 1960–1962, 1964                             | Naciones 1962 de 125cc              | Naciones 1962 de 125cc              |
| 306     | ARG          | Benedicto Caldarella  | 1         | 1961–1964                                   | Argentina 1962 de 500cc             | Argentina 1962 de 500cc             |
| 306     | JPN          | Isao Morishita        | 1         | 1962–1964, 1966–1967                        | Bélgica 1963 de 50cc                | Bélgica 1963 de 50cc                |
| 306     | AUT          | Bert Schneider        | 1         | 1961–1964                                   | Bélgica 1963 de 125cc               | Bélgica 1963 de 125cc               |
| 306     | JPN          | Fumio Ito             | 1         | 1960–1961, 1963                             | Bélgica 1963 de 500cc               | Bélgica 1963 de 500cc               |
| 306     | AUS          | Jack Ahearn           | 1         | 1954–1955, 1958, 1962–1966, 1974            | Finlandia 1964 de 500cc             | Finlandia 1964 de 500cc             |
| 306     | NZL          | Ginger Molloy         | 1         | 1965–1970                                   | Úlster 1965 de 250cc                | Úlster 1965 de 250cc                |
| 306     | UK           | Dick Creith           | 1         | 1964–1965                                   | Úlster 1965 de 500cc                | Úlster 1965 de 500cc                |
| 306     | JPN          | Hiroshi Hasegawa      | 1         | 1963–1966                                   | Japón 1966 de 250cc                 | Japón 1966 de 250cc                 |
| 306     | NED          | Cees van Dongen       | 1         | 1964, 1966–1979, 1981                       | España 1969 de 125cc                | España 1969 de 125cc                |
| 306     | FRA          | Jean Auréal           | 1         | 1969                                        | Francia 1969 de 125cc               | Francia 1969 de 125cc               |
| 306     | UK           | Godfrey Nash          | 1         | 1968–1971                                   | Yugoslavia 1969 de 500cc            | Yugoslavia 1969 de 500cc            |
| 306     | UK           | Tony Jefferies        | 1         | 1970–1971                                   | Isla de Man 1971 de 350cc           | Isla de Man 1971 de 350cc           |
| 306     | UK           | Ray McCullough        | 1         | 1969–1973                                   | Úlster 1971 de 250cc                | Úlster 1971 de 250cc                |
| 306     | UK           | Peter Williams        | 1         | 1966–1971                                   | Úlster 1971 de 350cc                | Úlster 1971 de 350cc                |
| 306     | SUI          | Gyula Marsovszky      | 1         | 1963–1971                                   | Naciones 1971 de 250cc              | Naciones 1971 de 250cc              |
| 306     | NED          | Jan Bruins            | 1         | 1970–1975                                   | Yugoslavia 1972 de 50cc             | Yugoslavia 1972 de 50cc             |
| 306     | NZL          | Kim Newcombe          | 1         | 1972–1973                                   | Yugoslavia 1973 de 500cc            | Yugoslavia 1973 de 500cc            |
| 306     | NED          | Jos Schurgers         | 1         | 1968–1975                                   | Bélgica 1973 de 125cc               | Bélgica 1973 de 125cc               |
| 306     | BRA          | Adu Celso             | 1         | 1972–1975                                   | España 1973 de 350cc                | España 1973 de 350cc                |
| 306     | GER          | Ingo Emmerich         | 1         | 1974–1980                                   | Alemania 1974 de 50cc               | Alemania 1974 de 50cc               |
| 306     | GER          | Fritz Reitmaier       | 1         | 1974                                        | Alemania 1974 de 125cc              | Alemania 1974 de 125cc              |
| 306     | GER          | Edmund Czihak         | 1         | 1974                                        | Alemania 1974 de 500cc              | Alemania 1974 de 500cc              |
| 306     | UK           | Phil Carpenter        | 1         | 1974                                        | Isla de Man 1974 de 500cc           | Isla de Man 1974 de 500cc           |
| 306     | GER          | Gerhard Thurow        | 1         | 1969–1975                                   | Bélgica 1974 de 50cc                | Bélgica 1974 de 50cc                |
| 306     | ESP          | Benjamin Grau         | 1         | 1967–1975                                   | España 1974 de 125cc                | España 1974 de 125cc                |
| 306     | ESP          | Víctor Palomo         | 1         | 1972–1977                                   | España 1974 de 350cc                | España 1974 de 350cc                |
| 306     | SUE          | Leif Gustafsson       | 1         | 1973–1976, 1978                             | Checoslovaquia 1975 de 125cc        | Checoslovaquia 1975 de 125cc        |
| 306     | FIN          | Pentti Korhonen       | 1         | 1969–1970, 1972–1979                        | Yugoslavia 1975 de 350cc            | Yugoslavia 1975 de 350cc            |
| 306     | SUI          | Ulrich Graf           | 1         | 1970–1977                                   | Yugoslavia 1976 de 50cc             | Yugoslavia 1976 de 50cc             |
| 306     | FRA          | Olivier Chevallier    | 1         | 1972–1979                                   | Yugoslavia 1976 de 350cc            | Yugoslavia 1976 de 350cc            |
| 306     | UK           | John Williams         | 1         | 1968–1978                                   | Bélgica 1976 de 500cc               | Bélgica 1976 de 500cc               |
| 306     | UK           | John Newbold          | 1         | 1974–1980                                   | Checoslovaquia 1976 de 500cc        | Checoslovaquia 1976 de 500cc        |
| 306     | RSA          | Alan North            | 1         | 1975–1977, 1979–1983                        | Naciones 1977 de 350cc              | Naciones 1977 de 350cc              |
| 306     | ITA          | Mario Lega            | 1         | 1973–1978                                   | Yugoslavia 1977 de 250cc            | Yugoslavia 1977 de 250cc            |
| 306     | ITA          | Pierluigi Conforti    | 1         | 1975–1982                                   | Gran Bretaña 1977 de 125cc          | Gran Bretaña 1977 de 125cc          |
| 306     | AUT          | Edi Stöllinger        | 1         | 1977–1981                                   | Bélgica 1979 de 250cc               | Bélgica 1979 de 250cc               |
| 306     | NZL          | Dennis Ireland        | 1         | 1978–1979, 1983                             | Bélgica 1979 de 500cc               | Bélgica 1979 de 500cc               |
| 306     | NED          | Boet van Dulmen       | 1         | 1974–1986                                   | Finlandia 1979 de 500cc             | Finlandia 1979 de 500cc             |
| 306     | FRA          | Jean-Claude Selini    | 1         | 1980–1990                                   | Francia 1982 de 125cc               | Francia 1982 de 125cc               |
| 306     | FRA          | Jean-Louis Tournadre  | 1         | 1980–1986                                   | Francia 1982 de 250cc               | Francia 1982 de 250cc               |
| 306     | SUI          | Michel Frutschi       | 1         | 1977–1983                                   | Francia 1982 de 500cc               | Francia 1982 de 500cc               |
| 306     | SUI          | Roland Freymond       | 1         | 1977–1986                                   | Suecia 1982 de 250cc                | Suecia 1982 de 250cc                |
| 306     | UK           | Alan Carter           | 1         | 1983–1990                                   | Francia 1983 de 250cc               | Francia 1983 de 250cc               |
| 306     | FRA          | Hervé Guilleux        | 1         | 1979–1987                                   | España 1983 de 250cc                | España 1983 de 250cc                |
| 306     | FRA          | Jacques Bolle         | 1         | 1979–1984                                   | Gran Bretaña 1983 de 250cc          | Gran Bretaña 1983 de 250cc          |
| 306     | ITA          | Fausto Ricci          | 1         | 1984–1994                                   | Naciones 1984 de 250cc              | Naciones 1984 de 250cc              |
| 306     | AUT          | Gerd Kafka            | 1         | 1984–1986                                   | Países Bajos 1985 de 80cc           | Países Bajos 1985 de 80cc           |
| 306     | ITA          | Domenico Brigaglia    | 1         | 1982–1990                                   | Bélgica 1986 de 125cc               | Bélgica 1986 de 125cc               |
| 306     | UK           | Ian McConnachie       | 1         | 1985–1991                                   | Gran Bretaña 1986 de 80cc           | Gran Bretaña 1986 de 80cc           |
| 306     | JPN          | Tadahiko Taira        | 1         | 1984–1991                                   | San Marino 1986 de 250cc            | San Marino 1986 de 250cc            |
| 306     | JPN          | Masaru Kobayashi      | 1         | 1987–1989                                   | Japón 1987 de 250cc                 | Japón 1987 de 250cc                 |
| 306     | ITA          | Paolo Casoli          | 1         | 1984, 1986–1993                             | Portugal 1987 de 125cc              | Portugal 1987 de 125cc              |
| 306     | USA          | Jim Filice            | 1         | 1988–1989, 1991, 1993–1995                  | Estados Unidos 1988 de 125cc        | Estados Unidos 1988 de 125cc        |
| 306     | AUS          | Kevin Magee           | 1         | 1987–1991, 1993                             | España 1988 de 500cc                | España 1988 de 500cc                |
| 306     | NED          | Wilco Zeelenberg      | 1         | 1985–1995                                   | Alemania 1990 de 250cc              | Alemania 1990 de 250cc              |
| 306     | GER          | Stefan Prein          | 1         | 1985–1995                                   | Yugoslavia 1990 de 125cc            | Yugoslavia 1990 de 125cc            |
| 306     | ITA          | Bruno Casanova        | 1         | 1986–1994                                   | Alemania 1992 de 125cc              | Alemania 1992 de 125cc              |
| 306     | JPN          | Nobuatsu Aoki         | 1         | 1990–2007                                   | Malasia 1993 de 250cc               | Malasia 1993 de 250cc               |
| 306     | ESP          | Alberto Puig          | 1         | 1987–1997                                   | España 1995 de 500cc                | España 1995 de 500cc                |
| 306     | ITA          | Ivan Goi              | 1         | 1996–2002                                   | Austria 1996 de 125cc               | Austria 1996 de 125cc               |
| 306     | ITA          | Marcellino Lucchi     | 1         | 1982–2004                                   | Italia 1998 de 250cc                | Italia 1998 de 250cc                |
| 306     | NZL          | Simon Crafar          | 1         | 1993, 1998–1999                             | Gran Bretaña 1998 de 500cc          | Gran Bretaña 1998 de 500cc          |
| 306     | FRA          | Régis Laconi          | 1         | 1992–2000, 2002                             | Comunidad Valenciana 1999 de 500cc  | Comunidad Valenciana 1999 de 500cc  |
| 306     | UK           | Jeremy McWilliams     | 1         | 1993–2005, 2007, 2014                       | Países Bajos 2001 de 250cc          | Países Bajos 2001 de 250cc          |
| 306     | JPN          | Osamu Miyazaki        | 1         | 1991–2002                                   | Japón 2002 de 250cc                 | Japón 2002 de 250cc                 |
| 306     | GER          | Steve Jenkner         | 1         | 1996–2005                                   | Países Bajos 2003 de 125cc          | Países Bajos 2003 de 125cc          |
| 306     | ESP          | Pablo Nieto           | 1         | 1998–2008                                   | Portugal 2003 de 125cc              | Portugal 2003 de 125cc              |
| 306     | ITA          | Andrea Ballerini      | 1         | 1995–2006                                   | Australia 2003 de 125cc             | Australia 2003 de 125cc             |
| 306     | AUS          | Troy Bayliss          | 1         | 1997, 2003–2006                             | Comunidad Valenciana 2006 de MotoGP | Comunidad Valenciana 2006 de MotoGP |
| 306     | AUS          | Chris Vermeulen       | 1         | 2005–2009, 2012                             | Francia 2007 de MotoGP              | Francia 2007 de MotoGP              |
| 306     | JPN          | Tomoyoshi Koyama      | 1         | 2000–2012, 2014–2015                        | Cataluña 2007 de 125cc              | Cataluña 2007 de 125cc              |
| 306     | JPN          | Shoya Tomizawa        | 1         | 2006–2010                                   | Catar 2010 de Moto2                 | Catar 2010 de Moto2                 |
| 306     | FRA          | Jules Cluzel          | 1         | 2005–2011                                   | Gran Bretaña 2010 de Moto2          | Gran Bretaña 2010 de Moto2          |
| 306     | CZE          | Karel Abraham         | 1         | 2005–2015, 2017–2019                        | Comunidad Valenciana 2010 de Moto2  | Comunidad Valenciana 2010 de Moto2  |
| 306     | USA          | Ben Spies             | 1         | 2008–2013                                   | Países Bajos 2011 de MotoGP         | Países Bajos 2011 de MotoGP         |
| 306     | ITA          | Michele Pirro         | 1         | 2003–2006, 2010–2024                        | Comunidad Valenciana 2011 de Moto2  | Comunidad Valenciana 2011 de Moto2  |
| 306     | FRA          | Louis Rossi           | 1         | 2007–2008, 2010–2015                        | Francia 2012 dde Moto3              | Francia 2012 dde Moto3              |
| 306     | SUI          | Dominique Aegerter    | 1         | 2006–2020                                   | Alemania 2014 de Moto2              | Alemania 2014 de Moto2              |
| 306     | BEL          | Xavier Siméon         | 1         | 2010–2018                                   | Alemania 2015 de Moto2              | Alemania 2015 de Moto2              |
| 306     | BEL          | Livio Loi             | 1         | 2013–2018                                   | Indianápolis 2015 de Moto3          | Indianápolis 2015 de Moto3          |
| 306     | GER          | Philipp Öttl          | 1         | 2012–2019                                   | España 2018 de Moto3                | España 2018 de Moto3                |
| 306     | TUR          | Can Öncü              | 1         | 2018–2019                                   | Comunidad Valenciana 2018 de Moto3  | Comunidad Valenciana 2018 de Moto3  |
| 306     | JPN          | Kaito Toba            | 1         | 2017–2023                                   | Catar 2019 de Moto3                 | Catar 2019 de Moto3                 |
| 306     | JPN          | Tetsuta Nagashima     | 1         | 2013–2014, 2016–2022                        | Catar 2020 de Moto2                 | Catar 2020 de Moto2                 |
| 306     | RSA          | Darryn Binder         | 1         | 2015–                                       | Cataluña 2020 de Moto3              | Cataluña 2020 de Moto3              |
| 306     | ESP          | Xavier Artigas        | 1         | 2019, 2021–2024                             | Comunidad Valenciana 2021 de Moto3  | Comunidad Valenciana 2021 de Moto3  |
| 306     | BRA          | Eric Granado          | 1         | 2012–2014, 2017–2018, 2023–                 | Italia 2 2023 de MotoE              | Italia 2 2023 de MotoE              |
| 306     | SUI          | Randy Krummenacher    | 1         | 2006–2015, 2023                             | Gran Bretaña 1 2023 de MotoE        | Gran Bretaña 1 2023 de MotoE        |
| 306     | AUS          | Senna Agius           | 1         | 2022–                                       | Gran Bretaña 2025 de Moto2          | Gran Bretaña 2025 de Moto2          |
| 306     | ESP          | Máximo Quiles         | 1         | 2025-                                       | Italia 2025 de Moto3                | Italia 2025 de Moto3                |

## Por nacionalidad
Actualizado tras el Gran Premio de Austria de 2025
| Ranking | País              | Victorias | Pilotos(s) |
| ------- | ----------------- | --------- | ---------- |
| 1       | Italia            | 932       | 91         |
| 2       | España            | 783       | 63         |
| 3       | Reino Unido       | 419       | 54         |
| 4       | Australia         | 190       | 21         |
| 5       | Japón             | 188       | 38         |
| 6       | Alemania          | 176       | 27         |
| 6       | Estados Unidos    | 176       | 13         |
| 8       | Francia           | 100       | 25         |
| 9       | Suiza             | 79        | 11         |
| 10      | Rodesia           | 70        | 3          |
| 11      | Países Bajos      | 59        | 15         |
| 12      | Sudáfrica         | 57        | 5          |
| 13      | Finlandia         | 40        | 4          |
| 14      | Venezuela         | 35        | 3          |
| 15      | Nueva Zelandda    | 31        | 7          |
| 16      | Suecia            | 23        | 3          |
| 17      | Colombia          | 18        | 1          |
| 18      | Portugal          | 17        | 1          |
| 19      | San Marino        | 16        | 2          |
| 20      | Alemania del Este | 15        | 1          |
| 21      | Austria           | 13        | 5          |
| 21      | Hungría           | 13        | 2          |
| 23      | Brasil            | 12        | 4          |
| 24      | Argentina         | 9         | 3          |
| 24      | Bélgica           | 9         | 4          |
| 26      | Irlanda           | 8         | 2          |
| 27      | Turquía           | 6         | 2          |
| 28      | Checoslovaquia    | 4         | 1          |
| 29      | Canadá            | 3         | 1          |
| 29      | República Checa   | 3         | 2          |
| 31      | Malasia           | 2         | 1          |
| 31      | Tailandia         | 2         | 1          |